# زهرة ذا ويندسيكر
زهرة ذا ويندسيكرهي رواية خيالية للشباب الصغار والرواية الأولى للكاتب الأمريكي النيجيري ندي أوكورافور ، نُشرت في سبتمبر 2005. وتضم الأساطير والفولكلور والثقافة النيجيرية. وهو الفائز بجائزة Wole Soyinka لعام 2008 للأدب في إفريقيا.  

## الحبكة
تدور أحداث الرواية في مملكة Ooni الشمالية الخيالية الواقعة في كوكب Ginen حيث تُصنع التكنولوجيا باستخدام النباتات ، والأطفال الذين يولدون مع Dada (dreadlocks) يُحتقرون بسبب شائعة قديمة عن امتلاكهم قدرات سحرية. المملكة محاطة بغابة خضراء ممنوعة.
زهرة تسامي تبلغ من العمر ثلاثة عشر عامًا وتعيش مع والديها ، ولدت مع دادا التي نمت الكروم وهي موضع سخرية بين أقرانها وهي أفضل صديقة لداري. تكتشف زهرة قدرتها على الطيران كسائدة للرياح لكنها تخشى الارتفاع.
خلال إحدى رحلاتهم السرية إلى الغابة الخضراء لممارسة واستكشاف الغابة بمساعدة كتاب رقمي كتبه المستكشفون ، تعرض داري للعض من ثعبان وسقط في غيبوبة عميقة. وصف الطبيب مصلًا مصنوعًا من بيضة Elgort غير مخصبة (مثل الديناصور الضخم) كعلاج وحيد لمرض داري.
تهرب زهرة من المنزل مع الكتاب الرقمي والبوصلة الخاصة بها إلى الغابة الخضراء المحظورة من أجل الحصول على بيضة Elgort تلتقي بالضفدع الوردي اللامع المزعج وآخرين نصحوها بالعودة إلى المنزل. أثناء وجودها في الغابة ، تكتشف زهرة الفصل الموجود في الكتاب الرقمي الذي يحتوي على معلومات حول كيفية الحصول على بيضة Elgort.
بعد المكوث في قرية الغوريلا حيث تُحظر التكنولوجيا حيث قيل لها أن الضفدع الوردي اللامع فقط هو الذي يمكنه أن يخبرها بكيفية الحصول على بيضة elgort ، تغامر بالدخول إلى الغابة مرة أخرى حتى تقابلها نسيبيدي ، وهي طالبة رياح لديها تعال لأخذها إلى المنزل. تجري زهرة ، وتلتقي بالضفدع الوردي الذي يخبرها كيف تحصل على البيضة.
نجحت أخيرًا في سرقة بيضة قشور غير مخصبة ، وهي قادرة على الطيران قبل أن يمسكها elgort. عادت زهرة إلى المنزل حيث تلتقي بوالديها وتستخدم البيضة لصنع المصل الذي أيقظ داري.

## الشخصيات
زهرة تسامي: البطل فتاة تبلغ من العمر 13 عامًا ، الأطفال في المدرسة يسخرون من زهراء لكونها ساحرة لا تستحق الداري الشعبية بسبب دادتها وهي بحاجة ماسة إلى الحصول على بيضة elgort غير مخصبة لعلاج صديقتها داري. إنها خجولة وهادئة وتتعلم تحمل المسؤولية أثناء تواجدها في غابة Greeny المحظورة. 
داري: داري هي صديقة زارة الوحيدة والطفل المشهور في المدرسة. إنه شجاع وفضولي لاستكشاف الغابة الخضراء المحظورة بعد قراءة كتاب رقمي عن الغابة حيث لدغه ثعبان لاحقًا وسقط في غيبوبة عميقة ليتم إيقاظه بعد تلقيه مصل Elgort  . 
سيبيدي: وهو باحث عن الرياح يبيع السحر في السوق المظلمة. إنها ترشد زهرة هنا لفترة وجيزة وتحفزها على بناء قدرتها على الطيران. إنها ثنائية العرق لأن والدتها من الأرض.
الضفدع: الضفدع الوردي اللامع ذو البقع الذهبية هو ضفدع مزعج وقح لديه إجابة على جميع الأسئلة ويساعد زارة في الحصول على بيضة Elgort.
أوباكس: ملك الغوريلا الذي يؤوي زارح في بلدة الغوريلا حيث التكنولوجيا ممنوعة.
إنفلونزا بابا: زعيم البلدة الصغيرة التي تعيش فيها زارة.

## الجوائز
- فازت بجائزة وول سوينكا للأدب في إفريقيا
- 2005 جائزة Carl Brandon Parallax and Kindred في القائمة المختصرة
- جائزة Garden State Teen Book ، المتأهل للتصفيات النهائية
- جائزة البطة الذهبية ، المتأهل للتصفيات النهائية [7]

## شاهد المزيد
The Shadow Speaker

## الروابط الخارجية
- Zahrah the Windseeker at the author's website نسخة محفوظة 30 نوفمبر 2017 على موقع واي باك مشين.
  - Zahrah the Windseeker title listing at the Internet Speculative Fiction Database